# Жастар (Северо-Казахстанская область)
Жастар (каз. Жастар, до 2018 г. — Молодёжное) — село в районе Магжана Жумабаева Северо-Казахстанской области Казахстана. Административный центр сельского округа Магжан. Код КАТО — 593657100.

## География
Расположено около озера Сасыкколь. В 2,5 км к востоку от села находится озеро Жалтырколь.

## Население
В 1999 году население села составляло 735 человек (369 мужчин и 366 женщин). По данным переписи 2009 года, в селе проживало 381 человек (184 мужчины и 197 женщин).

## Известные уроженцы
Жумабаев, Магжан (1893—1938) — поэт, публицист, педагог, один из основателей новой казахской литературы.